# Garden City (Kansas)
Garden City település az Amerikai Egyesült Államok Kansas államában, Finney megyében, melynek megyeszékhelye is. Lakosainak száma 28 151 fő (2020. április 1.).

## Népesség
A település népességének változása:

| 2010 | 26 658 |
| 2020 | 28 151 |

## Testvárvárosok
- Quesada
- Oristano